# Casatisma
Casatisma är en ort och kommun i provinsen Pavia i regionen Lombardiet i Italien. Kommunen hade 881 invånare (2018).